# Arabischer Name

Tughra von Mahmud II., Sultan des Osmanischen Reiches

Klassische arabische Personennamen bestehen üblicherweise aus mehreren Teilen:
- Der ism (اسم) ist der persönliche Name. Neben koranischen Namen, den Namen des arabischen Propheten im Islam Muhammad oder seiner Gefährten (beispielsweise Abdallah, Umar, Uthman, Ibrahim) können beliebige Wörter der arabischen Sprache mit einer guten Bedeutung als Name gewählt werden.
- Die kunya (كنية) ist ein persönlicher ehrenvoller Beiname, mit dem Menschen in arabischen Ländern im täglichen Leben angesprochen werden: „Vater“ (Abu) oder „Mutter“ (Umm) von …
- Der nasab (نسب) bezeichnet die Abstammung, vielfach über drei Generationen: „Sohn“ (Ibn) oder „Tochter“ (Bint) von … Das Wort für Sohn ist zwar ibn, wird es aber in der Abstammungskette gebraucht, so fällt das Alif im Hocharabischen weg und ibn (ابن) wird zu bin (بن), abgekürzt b.
- Die nisba (نسبة), auch Nisbe, ist ein mit dem Suffix -i gebildetes Adjektiv, das die Zugehörigkeit zu einem Stamm, die Herkunft von einem Ort (z. B. at-Tabarī, „der aus Tabaristan“), oder auch die Konfession oder Berufsbezeichnung (al-Māwardī, „der Rosenwasserhändler“) kennzeichnet.
- Ferner können ein oder auch mehrere laqab (لقب = „Beiname, Spitzname/Pseudonym, Ehrentitel“)[1] hinzutreten; dies kann ein (vorangestellter) Ehrenname (z. B. Saif ad-Dīn, „Schwert der Religion“) oder ein (nachgestellter) Spitzname sein (z. B. at-Tawīl, „der Lange“).

## Struktur der arabischen Namen
Geordnet ist der Name in (laqab –) kunya – ism – nasab – nisba (– laqab)
Historische Persönlichkeiten sind zum Teil unter ihrer nisba, andere unter der kunya (z. B. Abu Tammam) oder ihrem nasab (Ibn Chaldūn) bekannt.
Im 20. Jahrhundert wurde in vielen arabischen Ländern ein Familienname nach westlichem Vorbild eingeführt.

## Transkription der arabischen Namen
Die Schreibung der Namen in lateinischen Buchstaben richtet sich oft nach der ehemaligen Kolonialmacht. Beispielsweise wird der Vorname Hischam im Maghreb meist nach französischem Vorbild Hichem, in Jordanien nach englischem Vorbild Hisham geschrieben. Vor allem bei bekannten Persönlichkeiten aus dem Maghreb hat sich überwiegend die französische Umschrift allgemein im Westen durchgesetzt, etwa Habib Bourguiba, und zwar nach dem lautlichen Vorbild der Dialekt-Aussprache, und nicht die Umschrift nach der klassisch-arabischen (Hocharabisch) Aussprache, die für Bourguiba Abu Ruqaiba lauten würde.
Bei der Schreibweise arabischer Namen ist zu beachten, dass es in der arabischen Sprache nur die Vokal-Phoneme a, i und u gibt und in arabischer Schrift nur diese, wenn überhaupt, bezeichnet werden. Die in Büchern und Zeitungen häufig zu findenden Vokale „o“ und „e“ orientieren sich an der tatsächlichen Aussprache dieser Phoneme. Diese ist u. a. von den angrenzenden konsonantischen Phonemen abhängig. Das Vokal-Phonem „a“ kann in der Aussprache zu einem offenen „e“ (bzw. „ä“), das Phonem „i“ zu einem geschlossenen „e“ und das Phonem „u“ zu „o“ (oder „ö“) werden. Bei zusammengesetzten Namen ist weiter zu beachten, dass die Verdrängung des Vokals des Artikels durch die Endung des vorangehenden Namensbestandteils und die Assimilation des Auslauts des Artikels bei Sonnenbuchstaben teils in die Transkription übernommen, teils ignoriert wird.
Weiter sind die regionalen Aussprachen bedeutsam. So wird der Buchstabe Dschīm (ج, Ǧīm) in Ägypten wie ein deutsches „g“ ausgesprochen, in anderen Ländern dagegen als „dsch“. So wird der Name des früheren ägyptischen Präsidenten im Deutschen, Englischen, Französischen und anderen westlichen Sprachen in der Form „Gamal Abdel Nasser“, im Türkischen hingegen, das diese einzelnen Namen aus anderen arabischen Dialekten in die eigene Sprache übernommen hat, in der Form „Cemal Abdül Nasır“ wiedergegeben.

## Namen und Bedeutung
| Weibliche Namen                                                                       |          |                                                                                 |
| Name                                                                                  | arabisch | Bedeutung                                                                       |
| A                                                                                     |          |                                                                                 |
| A'ischa (Aischa)                                                                      | عَائشة    | Lebende                                                                         |
| Amal                                                                                  | أَمل      | Hoffnung                                                                        |
| Amaal                                                                                 | أَمال     | Hoffnungen                                                                      |
| Amana                                                                                 | أَمانة    | Anvertraut                                                                      |
| Amina                                                                                 | آمنة     | Vertrauenswürdige, Frau des Friedens und der Harmonie                           |
| Alya                                                                                  | عَلياء    | hoch, erhaben                                                                   |
| B                                                                                     |          |                                                                                 |
| Basma                                                                                 | بَسمة     | Ein Lächeln                                                                     |
| Bassima                                                                               | بَاسِمَة    | Lächelnd (adjektiv einer weiblichen Person)                                     |
| C                                                                                     |          |                                                                                 |
| Chalida (deutsche Umschrift) Khalida (englische Umschrift)                            | خَالِدَة    | unendliche, unsterbliche                                                        |
| D                                                                                     |          |                                                                                 |
| Diar, Diyar (mit einem rollenden „R“)                                                 | دِيار     | Der Plural von "dar" bedeutet "Heim", "Schutz" und "das Heim                    |
| Dschamīla (deutsche Umschrift), Jamila (englische Umschrift)                          | جَميلة    | (die) Schöne                                                                    |
| F                                                                                     |          |                                                                                 |
| Fadia                                                                                 | فَادية    | Retterin                                                                        |
| Fadwa (englische Umschrift) Fadua (deutsche Umschrift)                                | فَدوى     | Aufopferung, Großzügigkeit, Retterin                                            |
| Fatima, Fatime \| Fatma                                                               | فَاطمة    | Entwöhnte/Entwöhnende/Abgestillte                                               |
| H                                                                                     |          |                                                                                 |
| Hiba                                                                                  | هِبة      | Geschenk                                                                        |
| J                                                                                     |          |                                                                                 |
| Jamama                                                                                | يَمامة    | Taube als Symbol der Sanftmut                                                   |
| K                                                                                     |          |                                                                                 |
| Karima (mit einem rollenden „R“)                                                      | كَريمة    | großzügig (adjektiv einer weiblichen Person)                                    |
| L                                                                                     |          |                                                                                 |
| Lulua                                                                                 | لُؤلؤة    | Perle                                                                           |
| M                                                                                     |          |                                                                                 |
| Manal                                                                                 | مَنال     | Erlangung, Erreichen                                                            |
| Maram (mit einem rollenden „R“)                                                       | مَرام     | Die Anforderung, der Zweck, das Ziel, das erreicht werden soll, oder der Wunsch |
| N                                                                                     |          |                                                                                 |
| Nabila \| Nabilah                                                                     | نَبيلة    | ehrenhaft, tugendhaft und vernünftig (Adjektive einer weiblichen Person)        |
| Nawal (englische Umschrift) Naual (deutsche Umschrift)                                | نَوال     | Gabe, Geschenk, erfüllter Wunsch                                                |
| R                                                                                     |          |                                                                                 |
| Rada (deutsche Umschrift) Ghada (englische Umschrift)                                 | غَادة     | attraktiv, anmutig, zart, bezaubernd, gebend und erleuchtend                    |
| S                                                                                     |          |                                                                                 |
| Schakira (deutsche Umschrift) Shakira (englische Umschrift) (mit einem rollenden „R“) | شَاكرة    | Dankbare                                                                        |
| Siham (Das „S“ wird scharf ausgesprochen)                                             | سِهام     | Pfeile                                                                          |
| Suheir (Das „S“ wird scharf ausgesprochen)                                            | سُهير     | Mondlicht, helles Licht, Genießerin, die gerne lange aufbleibt                  |
| T                                                                                     |          |                                                                                 |
| Tareqa \| Tarika \| Tareka (mit einem rollenden „R“)                                  | طَارقة    | Kleines Bettchen (evtl. auch: Die Klopfende, als Pendant zu Tarek)              |

| Männliche Namen                                                                      |            | |
| Name                                                                                 | arabisch   | Bedeutung |
| A                                                                                    |            | |
| Abd al- \| Abdul                                                                     | عَبد الـ... | Diener des … |
| Adil                                                                                 | عَادل       | Eine gerechte und aufrechte Person, die nach Recht und Wahrheit urteilt und sich nicht von Launen leiten lässt. Gerecht               |
| Ahmad                                                                                | أحمد       | Der Lobenswertere, Löblicher |
| Ala' ad-Din Aladin (gängig, aber nicht korrekt)                                      | علاء الدين | Adel, Erhabenheit des Glaubens |
| Ali                                                                                  | عَلي        | Erhabene |
| Amin                                                                                 | أمين       | Gewissenhaft, vertrauenswürdig |
| Atif                                                                                 | عاطف       | freundlich |
| Ayssar                                                                               | أيسر       | Eine Person, die ihre linke Hand bei der Arbeit benutzt, wird als Linkshänder bezeichnet.                                             |
| B                                                                                    |            | |
| Bahaa                                                                                | بَهاء.      | überragende Schönheit |
| Bahaaul Din                                                                          | بَهاءُ الدِين | überragende Schönheit der Religion |
| C                                                                                    |            | |
| Chalid (deutsche Umschrift) Khalid (englische Umschrift)                             | خَالِد       | unendlich, unsterblich |
| Chalil (deutsche Umschrift) Khalil (englische Umschrift) Halil (türkische Umschrift) | خَليل       | Ein enger Freund |
| D                                                                                    |            | |
| Dschafar (deutsche Umschrift) Jafar (englische Umschrift) (mit einem rollenden „R“)  | جَعفر       | Strom |
| Dschamal (deutsche Umschrift) \| Jamal (englische Umschrift)                         | جَمال       | Schönheit |
| F                                                                                    |            | |
| Fadi                                                                                 | فادي       | Retter |
| Faisal                                                                               | فَیصل       | Richter, Schlichter |
| H                                                                                    |            | |
| Hasan                                                                                | حَسن        | gut, schön |
| Hassan                                                                               | حَسَّان       | sehr gut, sehr schön |
| Husam                                                                                | حُسام       | Schwert |
| Hussein                                                                              | حُسين       | Verniedlichung von Hasan, bedeutet gut, schön                                                                                         |
| Hisham (englische Umschrift)                                                         | هِشام       | Der Brotverteiler |
| I                                                                                    |            | |
| Ibrahim                                                                              | إبراهيم    | Führer (= Abraham) |
| Ihssan                                                                               | إحسان      | Wohltätigkeit |
| J                                                                                    |            | |
| Jalal (englische Umschrift) \| Dschalal (deutsche Umschrift)                         | جَلال       | Größe |
| K                                                                                    |            | |
| Karim (mit einem rollenden „R“)                                                      | كَريم       | großzügig |
| M                                                                                    |            | |
| Muhammad                                                                             | مُحمد       | Gepriesen |
| Mustafa \| Mustapha \|Moustafa                                                       | مُصطفى      | Auserwählt |
| N                                                                                    |            | |
| Nabil                                                                                | نَبيل       | ehrenhaft, tugendhaft und vernünftig                                                                                                  |
| Nasiruddin \| Nasreddin                                                              | ناصر الدين | Beschützer des Glaubens |
| Nizar (mit einem rollenden „R“)                                                      | نِزار       | evtl. von نزير (klein, wenig) |
| Nur ad-Din (Nureddin) (mit einem rollenden „R“)                                      | نُور الدين  | Licht des Glaubens |
| R                                                                                    |            | |
| Radi (mit einem rollenden „R“)                                                       | رَاضي       | befriedigt, zufrieden |
| Rami (mit einem rollenden „R“)                                                       | رَامي       | Werfer |
| Ridwan (englische Umschrift) Riduan (deutsche Umschrift) (mit einem rollenden „R“)   | ﺭِﺿﻭﺍﻥ      | Wächter des Paradieses |
| S                                                                                    |            | |
| Saber (mit einem rollenden „R“)                                                      | صَابِر       | geduldig sich |
| Salahu ad-Din Salahuldien (deutsche Umschrift) Saladin (gängig aber nicht korrekt)   | صَلاحُ الدين | Ehre des Glaubens, Rechtschaffenheit der Religion                                                                                     |
| Said                                                                                 | سَعيد       | glücklich, frühlich |
| Salih                                                                                | صَالح       | Fromm, den Regeln der Religion gemäß                                                                                                  |
| Salman                                                                               | سَلمان      | der Friedliche |
| Schuʿaib                                                                             | شُعيب       | Prophet, entspricht dem bibl. Jitro                                                                                                   |
| Suheil (Das „S“ wird scharf ausgesprochen)                                           | سُهيل       | Kleines flaches, ebenes Land und der Name des hellen Sterns, der im Spätsommer aufgeht Symbol für einen fügsamen, nachsichtigen Mann. |
| T                                                                                    |            | |
| Tamer (mit einem rollenden „R“)                                                      | تَامر       | Derjenige, der andere mit Datteln füttert                                                                                             |
| Tarek \| Tareq \| Tarık \|Tariq \| Tarik (mit einem rollenden „R“)                   | طَارِق       | Der Klopfende; der Hämmernde |
| U                                                                                    |            | |
| Umar \| Omar (mit einem rollenden „R“)                                               | عُمر        | Langlebende |
| Uthman Othman Osman (türkische Umschrift)                                            | عُثمان      | Junges, Tierjunges |
| W                                                                                    |            | |
| Walid Ualid                                                                          | وَليد       | Neugeborener |
| Y                                                                                    |            | |
| Yahya                                                                                | يَحيى       | Yahya ist die arabische, persische und türkische Variante des hebräischen Namens יוֹחָנָן jōḥānān und bedeutet „Jah(we) ist gnädig“      |
| Yanal                                                                                | يَنال       | erreichen, erhalten, verwirklichen, erlangen                                                                                          |
| Yasin                                                                                | يَس, يَاسين  | Ya-Sin |
| Yasir (mit einem rollenden „R“)                                                      | يَاسر       | Sanftheit, Leichtigkeit, Komfort, Leichtigkeit.                                                                                       |
| Yusuf (Hocharabisch)\| Yusif (Umgangssprache)                                        | يُوسُف       | Yusuf ist einer der Propheten im Koran und entspricht dem biblischen Stammvater Josef.                                                |
| Yazan                                                                                | يزن        | Es ist der Name eines Tals und der Name eines Stammes von Himyar                                                                      |

| Unisex Namen                                              |          |                                        |
| Name                                                      | arabisch | Bedeutung                              |
| D                                                         |          |                                        |
| Dschihad (deutsche Umschrift) Jihad (englische Umschrift) | جهاد     | Anstrengung, Bemühung                  |
| F                                                         |          |                                        |
| Fida                                                      | فِداء     | Aufopferung, Hingabe, Erlösung         |
| I                                                         |          |                                        |
| Iman                                                      | إيمان    | Glaube                                 |
| K                                                         |          |                                        |
| Kifah (mit einem hauchenden „h“ am Ende)                  | كِفاح     | Kampf                                  |
| N                                                         |          |                                        |
| Nahed                                                     | نَاهِد     | Prominent, aufsteigend oder ehrenhaft  |
| Nihad                                                     | نهاد     | Ein hoch gelegener Ort                 |
| R                                                         |          |                                        |
| Rida (mit einem rollenden „R“)                            | رِضى      | Befriedigung, Akzeptanz, Zufriedenheit |
| W                                                         |          |                                        |
| Ward (englische Umschrift) Uard (deutsche Umschrift)      | وَرد      | Blumen                                 |